# Château de Lostange
Pour les articles homonymes, voir Château de Lostanges.
Le château de Lostange ou Lostanges, parfois dénommé "pavillon" de Lostange, est un château situé à Navès, dans le Tarn (France).

## Historique
Le château de Lostange est élevé en 1586. Il tient son nom de la famille de Lostanges-Béduer, issue du village de Lostanges, à qui il appartient. Cette famille possédait alors le titre de comte, et la seigneurie et le château de Béduer. Elle fait largement remanier la bâtisse à partir de 1780, lui donnant son aspect actuel[réf. souhaitée].
Le château appartient ensuite à la famille de Bonne, puis à celle de Viviès par alliance. Il est remanié à nouveau au XXe siècle.
Après avoir été la propriété de la mairie de Castres et servi de centre de loisirs, l'édifice accueille aujourd'hui un institut médico-éducatif (IME) de l'APAJH, et ce depuis 2005.

Blason des Lostanges
Blason des Bonne
Blason des Viviès

## Architecture
Construit en bordure du Thoré, au nord-est du village de Navès, le château de Lostange est constitué d'un petit corps de logis orienté est-ouest. Il s'élève sur deux étages. Il conserve encore quelques éléments originels du XVIe siècle. La façade principale présente des fenêtres à meneaux verticaux sur huit travées, tandis que la façade arrière, donnant sur un parc de 7 hectares, est plus ornée. Elle date des modifications de 1780, et est constituée de neuf travées dont les trois centrales sont en léger décrochement. Ce décrochement présente de grandes fenêtres, avec un petit balcon au premier étage, le tout surmonté d'un grand fronton triangulaire.
Ce dernier est décoré par deux blasons : ceux des familles de Bonne et de Viviès, avec un motif de feuillage. La demeure présente quelques salles voûtées. On trouve aussi une porte de style gothique flamboyant en grès de Navès, très ornée. Les culs-de-lampe sont décorés de choux frisés sculptés, et un ange en pierre tenant un blason, et sur la clé de voûte, deux lions portent un écu où est écrit « Gloire à Dieu seul ».